# Obreja (okręg Alba)
Obreja – wieś w Rumunii, w okręgu Alba, w gminie Mihalț. W 2011 roku liczyła 511 mieszkańców.